# Taïtaka
Taïtaka ist eine kleine Insel der Neuen Hebriden vor der Küste von Malakula im Inselstaat Vanuatu.

## Geografie
Die Insel liegt gegenüber dem Hauptort Lakatoro in der Bucht von Lakatoro.
Die ovale Insel erhebt sich nur ca. 20 m aus dem Wasser. An ihrer Ostseite gibt es einige Bungalows.